# Anthony Lambot
Anthony Lambot (3 november 1994) is een Belgisch basketballer.

## Carrière
Lambot speelde in de jeugd van CPH Gilly en Spirou Charleroi. Hij maakte zijn debuut in de derde klasse bij Royal Nivelles in 2010. In 2012 trok hij naar Spirou Charleroi waar hij in de eerste en tweede klasse uitkwam. Hij speelde vijf seizoenen voor Charleroi maar kwam niet aan veel speelminuten en wisselde in 2017 naar Leuven Bears. Bij de Bears was hij gedurende twee seizoenen starter, in 2019 tekende hij een contract bij Union Mons-Hainaut. In 2021 maakte hij de overstap naar Limburg United waar hij een contract voor 3 seizoenen tekende. Hij won met Limburg de Belgische beker in 2022 en 2024.
In de zomer van 2024 keerde hij terug naar Bergen en tekende er voor een seizoen.

## Erelijst
- Belgisch All-Star MVP: 2017/18
- Belgisch bekerwinnaar: 2022, 2024